# Єва-Лів
Є́ва-Лів (рос. Ева-Лив) — острів в Північному Льодовитому океані, у складі архіпелагу Земля Франца-Йосифа. Адміністративно належить до Приморського району Архангельської області Росії.

## Географія
Острів знаходиться у східній частині архіпелагу, входить до складу Білої Землі, найбільший з груп. На південному заході протокою Сарса відокремлений від сусіднього острова Фреден.
Острів повністю вкритий льодом, лише окремі миси вільні від нього і являють собою скелі. Крайня західна точка — мис Клюв, на півночі — мис Мєсяцева. Останній, який ще до 1995 року з мису перетворився на самостійний острів, площа якого до 2015 року становила близько 53 га, в середині вересня 2024 року — повністю зник із супутникових знімків. Причиною зникнення острова Мєсяцева стала зміна клімату, яка  призвела до танення льодовиків, підвищення рівня моря та ерозії берегової лінії островів архіпелагу.

## Історія
Острів відкритий 1895 року полярним дослідником Фрітьйофом Нансеном під час експедиції 1893–1896 років. Але Нансен наніс на карту не один острів, а два — окремо Єва та Лів, назвавши їх на честь своєї дружини Єви та дочки Лів. Помилка трапилась через те, що острів повністю вкритий льодовиками і складно було визначити обриси суходолу. 1932 року учасники радянської експедиції на судні «Николай Книпович» встановили, що острови насправді є одним цілим, а Лів є півостровом Єви. Острів отримав назву Єва-Лів, яку запропонував учасник експедиції контрадмірал Микола Зубов.